# Pedicularis rostratocapitata
La pedicolare a spiga breve (nome scientifico Pedicularis rostratocapitata Crantz, 1769)  è una pianta parassita appartenente alla famiglia delle Orobanchaceae.

## Etimologia
Il nome generico (Pedicularis) deriva da un termine latino che significa "pidocchio" e si riferisce alla convinzione che queste piante infestino di pidocchi il bestiame al pascolo; altri giustificano l'etimologia del nome del genere all'opposto, ossia in quanto si pensa che queste piante liberino la testa dai pidocchi. L'epiteto specifico (rostratocapitata) è formato da due termini: "rostrato" (= becco, rostro) e "capitato" (= raggruppamento, "cluster") e insieme fanno riferimento alla breve infiorescenza formata da fiori a becco.
Il binomio scientifico di questa pianta è stato proposto per la prima volta dal medico e botanico lussemburghese naturalizzato austriaco Heinrich Johann Nepomuk von Crantz   (1722-1799)  nella pubblicazione "Stirpium Austriarum Fasciculus. Editio Altera Aucta. Wien - Ed. 2. 2(4): 320 " del 1769.

## Descrizione

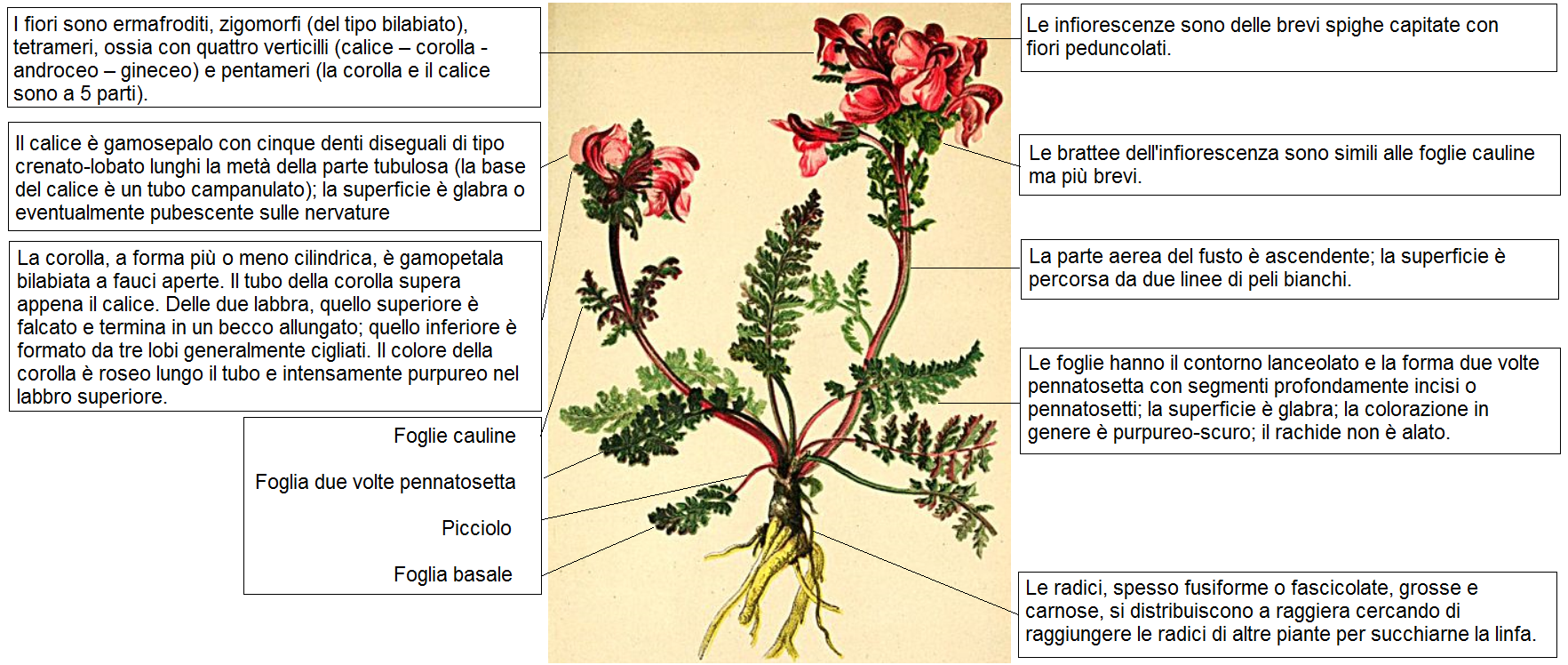
Descrizione delle parti della pianta

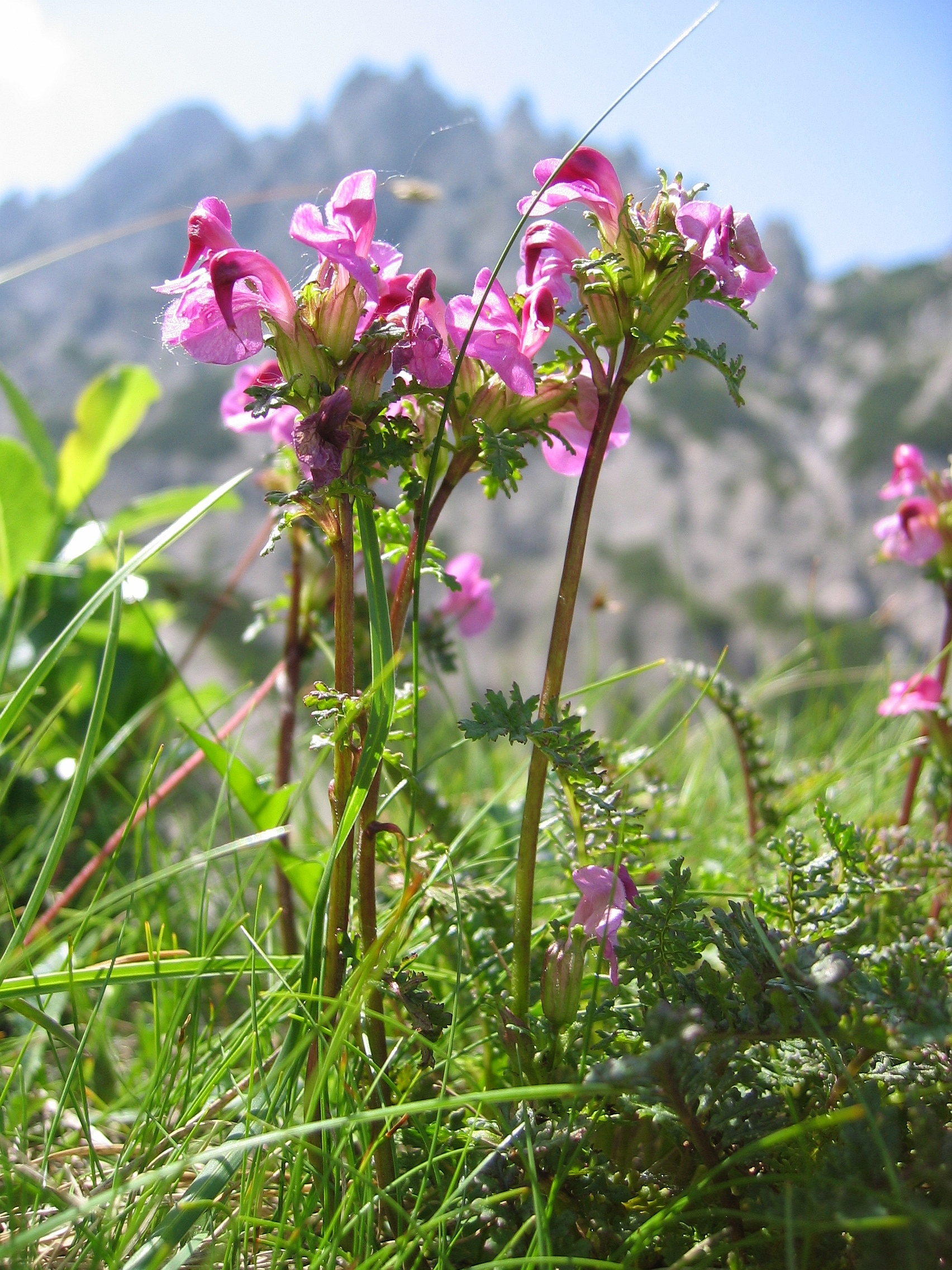
Il portamento

Queste piante sono alte da 5 a 20 cm. La forma biologica è emicriptofita rosulata (H ros), ossia in generale sono piante erbacee, a ciclo biologico perenne, con gemme svernanti al livello del suolo e protette dalla lettiera o dalla neve e hanno le foglie disposte a formare una rosetta basale. Inoltre sono piante parassite: le radici mostrano organi specifici per nutrirsi della linfa di altre piante.

### Radici
Le radici, spesso fusiforme o fascicolate, grosse e carnose, si distribuiscono a raggiera cercando di raggiungere le radici di altre piante per succhiarne la linfa.

### Fusto
La parte aerea del fusto è ascendente; la superficie è percorsa da due linee di peli bianchi.

### Foglie
Le foglie hanno il contorno lanceolato e la forma due volte pennatosetta con segmenti profondamente incisi o pennatosetti; la superficie è glabra; la colorazione in genere è purpureo-scuro; il rachide non è alato. Dimensione delle foglie: larghezza 1 – 2 cm; lunghezza 6 – 9 cm.

### Infiorescenza

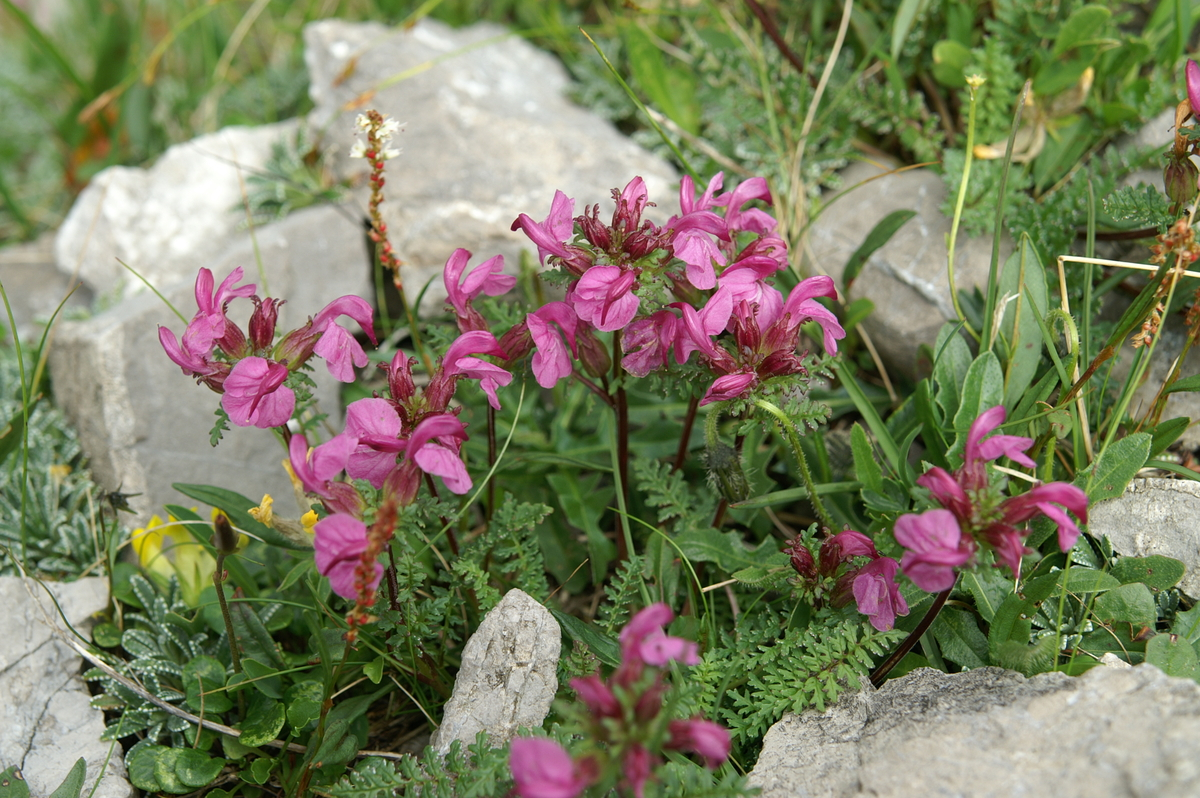
Infiorescenza

Le infiorescenze sono delle brevi spighe capitate con fiori peduncolati. Le brattee dell'infiorescenza sono simili alle foglie cauline ma più brevi. Lunghezza del peduncolo: 1 – 3 mm.

### Fiore
I fiori sono ermafroditi, zigomorfi (del tipo bilabiato), tetrameri, ossia con quattro verticilli (calice – corolla - androceo – gineceo) e pentameri (la corolla e il calice sono a 5 parti). Lunghezza del fiore: 16 – 25 mm.
- Formula fiorale: per questa pianta viene indicata la seguente formula fiorale:

X, K (5), [C (2+3), A 2+2], G (2), (supero), capsula
- Calice:il calice è gamosepalo con cinque denti diseguali di tipo crenato-lobato lunghi la metà della parte tubulosa (la base del calice è un tubo campanulato); la superficie è glabra o eventualmente pubescente sulle nervature. Lunghezza del calice: 8 – 9 mm.
- Corolla: la corolla, a forma più o meno cilindrica, è gamopetala bilabiata a fauci aperte. Il tubo della corolla supera appena il calice. Delle due labbra, quello superiore è falcato e termina in un becco allungato; quello inferiore è formato da tre lobi generalmente cigliati. Il colore della corolla è roseo lungo il tubo e intensamente purpureo nel labbro superiore. Lunghezza della corolla: 16 – 22 mm. Lunghezza del becco: 3 – 5 mm.
- Androceo: l'androceo possiede quattro stami didinami (due grandi e due piccoli - quelli inferiori hanno i filamenti allungati). I filamenti sono inseriti più o meno alla base della corolla e quelli degli stami anteriori sono glabri o scarsamente pubescenti. Le antere, dissimulate sotto il cappuccio del labbro superiore sono strettamente unite da una fitta peluria. La maturazione del polline è contemporanea allo stigma.[13]
- Gineceo: l'ovario è supero formato da due carpelli (sincarpellare) ed è biloculare. Lo stilo inserito all'apice dell'ovario è del tipo filiforme; lo stigma è semplice ed è protruso brevemente oltre il cappuccio della corolla in modo da evitare l'auto-impollinazione.[13]
- Fioritura: da luglio a agosto.

### Frutti
Il frutto è una capsula loculicida bivalve, fusiforme, appuntita (a maturità è lunga il doppio del calice). I semi sono pochi a forma angolosa.

## Riproduzione
- Impollinazione: l'impollinazione avviene tramite insetti (impollinazione entomogama).
- Riproduzione: la fecondazione avviene fondamentalmente tramite l'impollinazione dei fiori (vedi sopra).
- Dispersione: i semi cadendo a terra sono dispersi soprattutto da insetti tipo formiche (disseminazione mirmecoria).

## Distribuzione e habitat

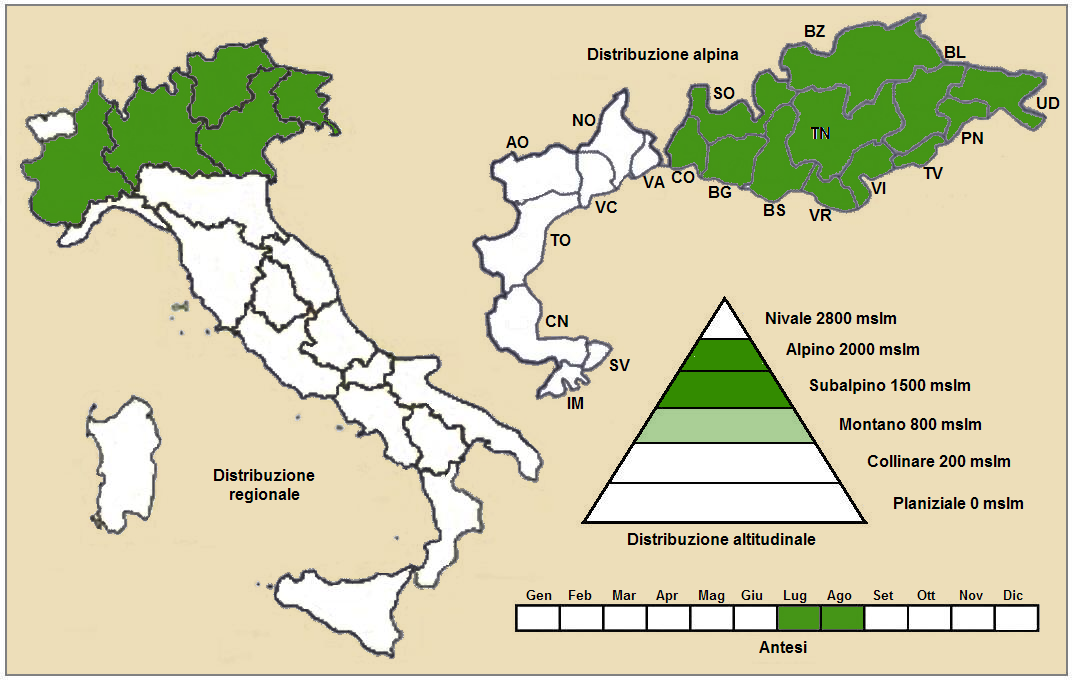
Distribuzione della pianta
(Distribuzione regionale – Distribuzione alpina)

- Geoelemento: il tipo corologico (area di origine) è Orofita / Sud Est Europeo / Carpatico.
- Distribuzione: in Italia è una specie rara e si trova solamente nelle Alpi Centrali e Orientali. Fuori dall'Italia, sempre nelle Alpi, questa specie si trova in Svizzera (cantone Grigioni), in Austria (tutti i Länder) e in Slovenia. Sugli altri rilievi europei collegati alle Alpi si trova nelle Alpi Dinariche e nei Carpazi.
- Habitat: l'habitat tipico per questo fiore sono i pascoli alpini e subalpini anche su rocce e detriti. Il substrato preferito è calcareo con pH basico, bassi valori nutrizionali del terreno che deve essere secco.
- Distribuzione altitudinale: sui rilievi queste piante si possono trovare da 1800 fino a 2400 m s.l.m. (massimo 2620 m s.l.m.); frequentano quindi i seguenti piani vegetazionali: subalpino, alpino e in parte quello montano.

### Fitosociologia
Dal punto di vista fitosociologico Pedicularis rostratocapitata appartiene alla seguente comunità vegetale:
Formazione: delle comunità delle praterie rase dei piani subalpino e alpino con dominanza di emicriptofite
Classe: Elyno-Seslerietea variae
Ordine: Seslerietalia variae
Alleanza: Seslerion variae

## Tassonomia
La famiglia di appartenenza della specie (Orobanchaceae) comprende soprattutto piante erbacee perenni e annuali semiparassite (ossia contengono ancora clorofilla a parte qualche genere completamente parassita) con uno o più austori connessi alle radici ospiti. È una famiglia abbastanza numerosa con circa 60 - 90 generi e oltre 1700 - 2000 specie (il numero dei generi e delle specie dipende dai vari metodi di classificazione) distribuiti in tutti i continenti. Il genere Pedicularis comprende 400-500 specie (il genere più numeroso della famiglia con distribuzione quasi cosmopolita - manca in Africa e Australia) delle quali 23 sono presenti nella flora spontanea italiana.

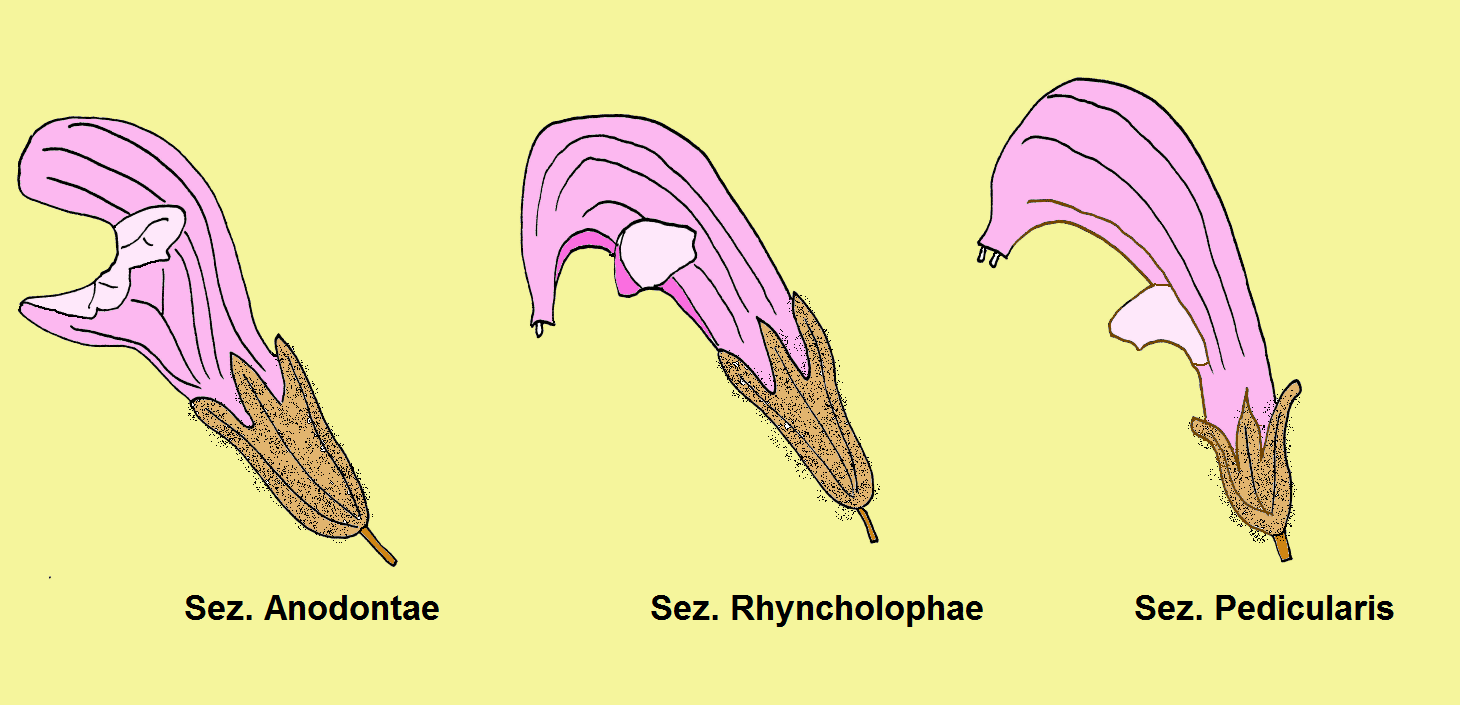
Le tre sezioni del genere

La classificazione del genere è difficile in quanto la forma del fiore è molto simile tra specie e specie; inoltre il colore della corolla nel secco è indistinguibile. Pignatti nella "Flora d'Italia" divide le specie spontanee della flora italiana in tre gruppi in base alla forma del labbro superiore (vedi il disegno):
- Sez. Anodontae: l'apice del labbro superiore della corolla è arrotondato (né rostrato e né dentato).
- Sez. Rhyncholophae: il labbro superiore della corolla è più o meno falcato e termina in un becco allungato.
- Sez. Pedicularis: il labbro superiore della corolla è provvisto di due dentini sotto la parte falcata.

La specie P. rostratocapitata appartiene alla sez. Rhyncholophae.

### Filogenesi
Secondo una recente ricerca di tipo filogenetico la famiglia Orobanchaceae è composta da 6 cladi principali nidificati uno all'interno dell'altro. Il genere Pedicularis si trova nel quarto clade (relativo alla tribù Pedicularideae). All'interno della tribù il genere è in posizione "gruppo fratello" al resto dei generi della tribù.

### Variabilità
La specie di questa voce è variabile. Il principale carattere soggetto a variabilità è il labbro inferiore che in genere si presenta finemente cigliato oppure glabro. Per alcune checklist la variante glabra è definita tassonomicamente come: Pedicularis rostratocapitata subsp. glabra Kunz

### Sinonimi
Questa entità ha avuto nel tempo diverse nomenclature. L'elenco seguente indica alcuni tra i sinonimi più frequenti:
- Pedicularis jacquini Koch
- Pedicularis rostratocapitata subsp. glabra Tutin & al.
- Pedicularis rostrata L.

## Altre notizie
La pedicolare a spiga breve in altre lingue è chiamata nei seguenti modi:
- (DE)  Kopfiges Läusekraut
- (FR)  Pédiculaire à bec et en tète